# Район Аса-Мінамі
34°23′07″ пн. ш. 132°27′19″ сх. д. / 34.38528° пн. ш. 132.45528° сх. д.

Райо́н А́са-Міна́мі (яп. 安佐南区, あさみなみく, МФА: [asa mʲinamʲi ku̥], «Південноаський район») — район міста Хіросіма префектури Хіросіма в Японії. Станом на 1 жовтня 2007 площа району становила 117,19 км². Станом на 1 червня 2011 населення району становило 235 234 осіб.

## Символи району
Емблема Аса-Мінамі — стилізоване зображення заокругленого пера чорнильної ручки, які нагадає дві руки, простерті до неба та зв'язані між собою. Емблема уособлює бажання мешканців району виховувати освічених нащадків, які б жили у гармонії та співпраці один з одним. Округлість емблеми символізує мир і щастя.
Прапор Аса-Мінамі — полотнище синього кольору, сторони якого співвідносяться як 2 до 3. В центрі полотнища розміщена емблема району білого кольору. Синя і біла барви символізують «чистоту» і «мир».

## Загальні відомості

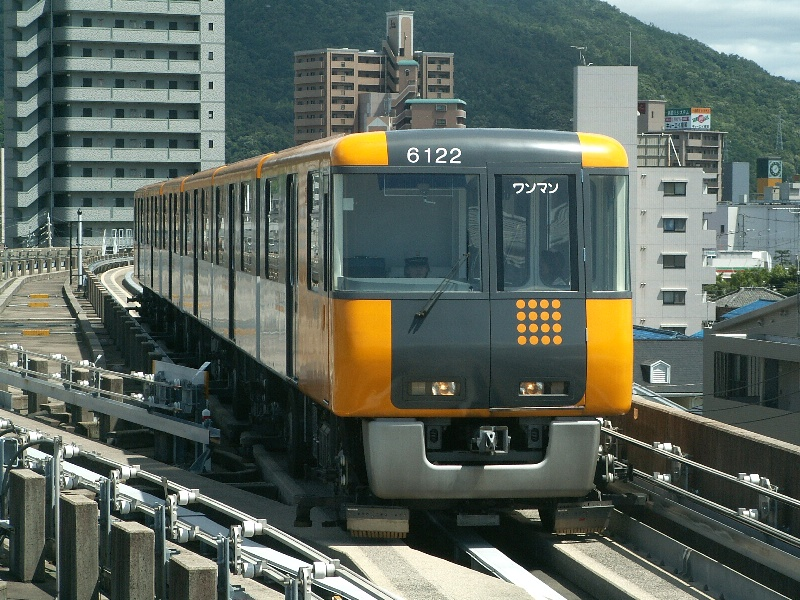
Монорельс Астрам-лайн у раоні Аса-Мінамі.

Район Аса-Мінамі знаходиться у гористій центральній частині міста. Його було сформовано у 1980 році на основі містечок Ґіон, Ясуфуруїті, Сато та Нумата повіту Аса, у зв'язку з приєднанням їх до Хіросіми і набуттям останньою статусу міста державного значення.
Аса-Мінамі є найбільш заселеним районом міста. Його територію займають переважно житлові масиви. Завдяки цьому тут добре розвинена сітка автошляхів і залізниць: через Аса-Мінамі пролягають нова дорога Ґіон, швидкісна автострада № 4, і залізнична колія монорельсу Астрам-лайн.
Влада району веде курс на перетворення Аса-Мінамі зі «спального району» Хіросіми на повноцінну міську одиницю, де можна жити, працювати, навчатися і проводити дозвілля. Починаючи з кінця 20 століття адміністрація заохочує підприємства малого і середнього бізнесу розміщувати свої офіси і філії у районі.
Попри пришвидшену урбанізацію, в Аса-Мінамі існує розвинений приватний сектор, тому вздовж річок можна часто побачити поля і городи. З них інколи постачають свіжі овочі і фрукти до хіросімських крамниць.
Аса-Мінамі має багато освітніх установ різних рівнів, серед яких найбільшими є Хіросімський міський університет та Хіросімський економічний університет. Бажання мешканців району перетворити його на потужний освітньо-дослідницький центр зображено на емблемі і прапорі Аса-Мінамі.